# Castleberry
Castleberry és una població dels Estats Units a l'estat d'Alabama. Segons el cens del 2000 tenia 590 habitants.

## Demografia
Segons el cens del 2000, Castleberry tenia 590 habitants, 257 habitatges, i 150 famílies. La densitat de població era de 132,4 habitants per km².
Dels 257 habitatges en un 25,7% hi vivien nens de menys de 18 anys, en un 39,7% hi vivien parelles casades, en un 16% dones solteres, i en un 41,6% no eren unitats familiars. En el 37,7% dels habitatges hi vivien persones soles el 18,3% de les quals corresponia a persones de 65 anys o més que vivien soles. El nombre mitjà de persones vivint en cada habitatge era de 2,3 i el nombre mitjà de persones que vivien en cada família era de 3,05.
Per edats la població es repartia de la següent manera: un 25,1% tenia menys de 18 anys, un 6,6% entre 18 i 24, un 27,6% entre 25 i 44, un 24,4% de 45 a 60 i un 16,3% 65 anys o més.
L'edat mediana era de 36 anys. Per cada 100 dones hi havia 79,9 homes. Per cada 100 dones de 18 o més anys hi havia 74 homes.
La renda mediana per habitatge era de 21.204 $ i la renda mediana per família de 30.000 $. Els homes tenien una renda mediana de 27.386 $ mentre que les dones 17.143 $. La renda per capita de la població era de 13.154 $. Aproximadament el 21,8% de les famílies i el 26,6% de la població estaven per davall del llindar de pobresa.

## Poblacions més properes
El següent diagrama mostra les poblacions més properes.